# Epacmus ponderosus
Epacmus ponderosus är en tvåvingeart som beskrevs av Axel Leonard Melander 1950. Epacmus ponderosus ingår i släktet Epacmus och familjen svävflugor.
Artens utbredningsområde är Arizona. Inga underarter finns listade i Catalogue of Life.